# 보체초등학교
보체초등학교는 대한민국 경기도 안성시에 있는 공립 초등학교이다.

## 학교 연혁
- 1934. 04. 01 미양보통학교 부설 보체간이학교 인가
- 1934. 04. 14 보체간이학교 개교
- 1944. 04. 01 미양초등학교 분교장 개편
- 1953. 07. 01 보체초등학교로 승격
- 1984. 09. 05 보체초등학교 병설 유치원 인가